# کارترایت (اکلاهما)
کارترایت(به انگلیسی: Cartwright) شهری در ایالت اکلاهما کشور ایالات متحده آمریکا است که جمعیت آن در سرشماری سال ۲۰۱۰ میلادی، ۶۰۹ نفر بوده‌است.